# Niederösterreichische Landesirrenanstalt am Brünnlfeld

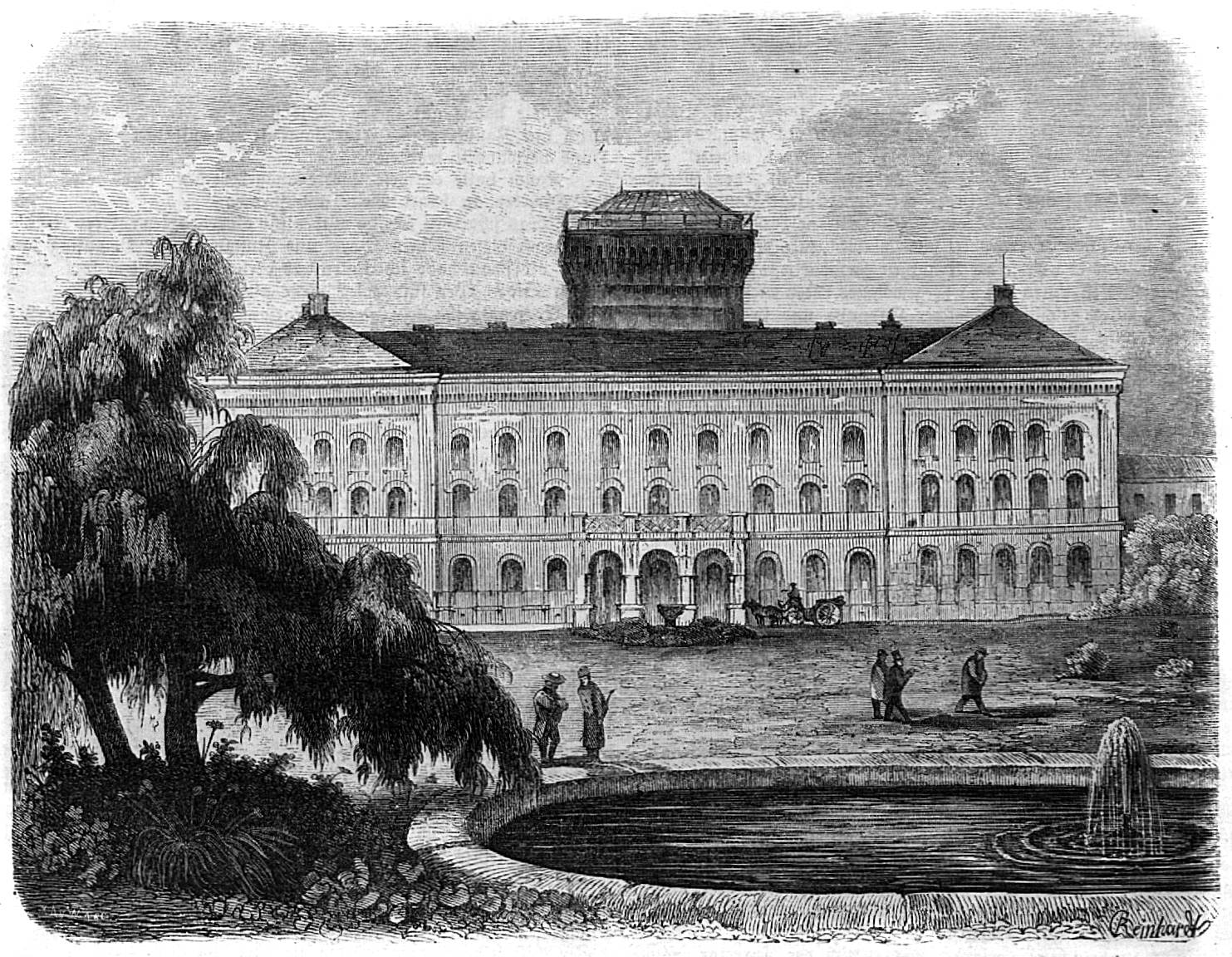
„Die k. k. Irrenanstalt in Wien.“ (aus Die Gartenlaube, 1858)

Die Niederösterreichische Landesirrenanstalt am Brünnlfeld (oder auch Bründlfeld) in Wien-Alsergrund war die erste „richtige“ Heilanstalt für Geisteskranke in Wien. Sie ersetzte das „Tollhaus“ im Allgemeinen Krankenhaus.

## Geschichte
Das dem alten AKH angeschlossene und unter Kaiser Joseph II. errichtete „Tollhaus“ (der Narrenturm, im Wiener Volksmund auch „Guglhupf“ genannt) brachte zwar die erste Anerkennung des „Irrsinns“ als Krankheit. Aber erst mit der Niederösterreichischen Landesirrenanstalt am Brünnlfeld begann das gezielte Behandeln von Geisteskranken.
Die Notwendigkeit, Geisteskranke zu behandeln und sie nicht nur, zwar von Verbrechern getrennt, aber doch wegzusperren, wurde früh erkannt. So wurde 1820 vom Fürsten Schwarzenberg das Brünnlfeld – ein Areal zwischen altem AKH und dem Linienwall – und ein Garten erworben, um eine zeitgemäße und den wissenschaftlichen Grundsätzen entsprechende Anstalt zu errichten. Die Realisierung verzögerte sich allerdings ein wenig.

### Projekte
1805 wurde am ehemaligen Brünnlfelde von der aus Ackergründen bestehenden Liegenschaft Brünnlbad Nr. 27 (später: Alserbachstraße 27; heute: Lazarettgasse 16) eine Teilfläche abgetrennt, die 1821 an Fürst Joseph von Schwarzenberg (1769–1833) kam und mit Vertrag vom 14. Februar 1823 vom Staat zum Bau einer Irrenanstalt angekauft wurde (Grundkomplex: 33 Joch 1152 Quadratklafter; d.s. 10,23 ha).
Ein erhalten gebliebenes und mit 28. November 1823 datiertes Projekt von Cajetan Josef Schiefer (* 12. März 1791 in Komotau, Böhmen; † 12. November 1864 wahrscheinlich in Wien) entstand in Zusammenarbeit mit dem Arzt Johann Nepomuk von Raimann. Dieser war bereits 1820 von der Regierung beauftragt worden, ausländische Irrenhäuser zu studieren, so dass der damalige Entwurf auf dem Stand der Zeit war.
Vorgesehen waren nicht nur menschenwürdige Quartiere für die Kranken, sondern auch therapeutische Einrichtungen. Geplant war etwa ein Konversationssaal für Theater- und Musikvorführungen. Den Innenhof umschlossen vier Trakte, die einerseits der getrennten Unterbringung von weiblichen und männlichen Kranken als auch der Trennung von „tobenden“ und „ruhigen“ Kranken dienten.
Trotz der Bewilligung des Bauprojekts durch den Kaiser konnte es aus Geldmangel nicht realisiert werden.
Spätere Projekte wurden von Doktor Köstler, dem damals leitenden Arzt im Narrenturm entworfen. Dieser konnte seinen Plan aber nicht fertigstellen, da er vorher verstarb.
Andere Wege als sein Vorgänger zur Lösung des Problems beschritt sein Nachfolger, Doktor Biszanik. Er führte Verhandlungen mit Bruno Görgen über den Kauf der Privat-Irrenheilanstalt Görgen. Die Verhandlungen hatten allerdings keinen Erfolg.
1840 wurde die k.k. Landesbaudirektion aktiv und erstellte ihrerseits Pläne für die längst überfällige Errichtung eines Neubaus. Weitere Pläne kamen vom Hofbaurat Paul Wilhelm Eduard Sprenger und von Ferdinand Fellner, dessen Entwürfe von einer Kommission angenommen wurden. Er wurde auch mit der Erstellung der Detailpläne beauftragt.

### Realisierung
Aus Platzmangel im Tollhaus wurde, nach Genehmigung von Fellners Plänen durch Kaiser Ferdinand I., im Frühjahr 1848 endlich mit dem Bau begonnen (Am Alserbach 26; heute: Lazarettgasse 14). Nach Fertigstellung im Oktober 1852 wurden ab 1. August 1853 an der K.K. Irrenheilanstalt, später: Niederösterreichischen Landesirrenanstalt am Brünnlfeld, Kranke aufgenommen. 1878 wurde die Institution erweitert.
Am 17. Februar 1864 wurde die Verwaltung des Irrenfonds und damit auch der Landesirrenanstalt vom Staat an das Land Niederösterreich übertragen, was die Durchführung von Reformen erleichterte.
Unter Unterrichtsminister Karl von Stremayr wurde am 1. Juli 1870 durch eine Allerhöchste Entschließung die Errichtung der I. Psychiatrischen Universitätsklinik genehmigt. Erster Vorstand der Klinik war Theodor Meynert, für den Carl von Rokitansky hier erst eine Prosektorstelle und später die Psychiatrische Universitätsklinik geschaffen hatte.
Im Zuge des Baus der Wiener Dampfstadtbahn entstand in Michelbeuern in den 1890er Jahren ein Frachtenbahnhof samt angeschlossener Markthalle. Dagegen legte der niederösterreichische Landessanitätsrat Einspruch, der Lärm der Eisenbahn sollte die Kranken nicht in ihrer Ruhe stören. Letztlich konnte dieser Einwand den Bau nicht verhindern, doch plante man die Anlage so um, dass die Gemeinde Wien zwischen dem Garten der Irrenanstalt und dem Bahnhof eine Straße herstellen konnte, den späteren inneren Währinger Gürtel.
Nach der Errichtung des Psychiatrischen Krankenhauses Am Steinhof zwischen 1903 und 1907 wurde die Niederösterreichische Landesirrenanstalt am Brünnlfeld geschlossen. An ihrer Stelle wurden die „Neuen Kliniken“ des Allgemeinen Krankenhauses errichtet, weiters war hier der Bau des von Otto Wagner geplanten Spitals für Krebsforschung vorgesehen. Der Erste Weltkrieg und der folgende Zusammenbruch der Donaumonarchie verhinderten allerdings die Verwirklichung. Heute steht auf dem Grundstück das neue AKH.

## Direktoren
- 1853–1869: Josef Gottfried von Riedel
- 1869–1872: Karl Spurzheim
- 1872–1885: Ludwig Schlager
- 1885–1895: Moritz Gauster
- 1895–1907: Adalbert Tilkowsky
- provisorisch bis zur Übersiedlung: Josef Berze

## Prominente Ärzte
Julius Wagner-Jauregg erhielt ab 1883 von Maximilian Leidesdorf an der I. Psychiatrischen Universitätsklinik die psychiatrische Ausbildung.
Nach Direktor Ludwig Schlager wurde im Jahr 1886 in Wien-Alsergrund (9. Bezirk) die Schlagergasse benannt.